# 福野站 (富山縣)
福野站 （日语：／ Fukuno eki */?）是隸屬於西日本旅客鐵道（JR西日本）城端線的鐵路車站，座落於富山縣南礪市，是該市的中心車站，亦是南礪市內使用人數最多的鐵路站。逢星期六行駛的觀光列車「瑰麗山海號」會停靠本站。
過往，本站可以與加越能鐵道的加越線接駁，但加越線早於1972年時已被廢線。

## 車站結構

### 月台配置
設有側式月台2個，是列車可交換車站。
| 月台 | 路線    | 方向 | 目的地                              | 備註                     |
| ---- | ------- | ---- | ----------------------------------- | ------------------------ |
| 1    | ■城端線 | 上行 | 高岡、經■愛之風富山鐵道線往富山方向 | 直通富山的列車於假日停開 |
| 2    | ■城端線 | 下行 | 城端方向                            |                          |

## 歷史
- 1897年：

- 5月4日：中越鐵道黑田臨時站（即現時新高岡站附近）～本站開業，為終點站，同時兼辦客運及貨運事宜。
- 8月18日：路線伸延至福光站，改為中途站

- 1913年：站房改建[5]。
- 1915年7月21日：礪波鐵道線本站～青島町站開業，共同使用站房[6]。
- 1919年9月17日：礪波鐵道與金福鐵道合併，改公司名為「加越鐵道」[6]。
- 1920年9月1日：中越鐵道國有化，改為鐵道省管理，路線改為國鐵「中越線」[7]。
- 1922年7月22日：加越鐵道石動站～本站開業[6]。
- 1942年8月1日：線路改稱「城端線」[8]。
- 1943年1月1日：富山縣內各鐵道路線全部統一由富山電氣鐵道統一管理，加越鐵道石動～本站～青島町站路線改稱為「加越線」[6]。
- 1950年10月23日：加越線由富山地方鐵道讓渡於加越能鐵道管理，路線名稱不變[6]。
- 1956年：增建月台，成為列車可交換車站[9]。
- 1959年：連接月台的新行人天橋啟用[9]。
- 1972年：9月16日：加越線廢線[6]。
- 1974年10月1日：修訂營業範圍，定義為客運、手提貨物及貨運列車提取車站[10]。
- 1980年9月25日：修訂營業範圍，取消貨運列車提取服務[11]。
- 1985年3月14日：修訂營業範圍，取消手提貨物提取服務[12]。
- 1987年4月1日：日本國鐵分割民營化，車站的營運由JR西日本繼承。

## 利用人數
| 年度   | 1日平均上落人數 |
| ------ | --------------- |
| 1995年 | 972             |
| 1996年 | 965             |
| 1997年 | 904             |
| 1998年 | 905             |
| 1999年 | 831             |
| 2000年 | 818             |
| 2001年 | 759             |
| 2002年 | 717             |
| 2003年 | 673             |
| 2004年 | 624             |
| 2005年 | 607             |
| 2006年 | 628             |
| 2007年 | 619             |
| 2008年 | 656             |
| 2009年 | 615             |
| 2010年 | 672             |
| 2011年 | 742             |
| 2012年 | 767             |
| 2013年 | 784             |
| 2014年 | 707             |
| 2015年 | 734             |
| 2016年 | 697             |
| 2017年 | 720             |

## 軼事
加能鐵道在加能鐵道線石動～本站開通後不久，1929年於福野站下行方南方約600米處興建了高架式鐵道用天橋，跨過中越線的路軌，當時來講為少見的規劃。加越線廢線後，原來路軌用地被富山縣政府全數收購後，再修築成為富山縣道370號、亦稱為「富山庄川小矢部單車徑」（富山庄川小矢部自転車道）。是國內極少數在原有鐵道廢線後被重新活用。

## 相鄰車站
西日本旅客鐵道
■城端線
■觀光列車「瑰麗山海號」
礪波 － 福野 － 福光
■普通列車
高儀 － 福野 － 東石黑

## 外部連結
- JR西日本福野站公式網頁。 （页面存档备份，存于）（日語）